# Villeneuve-lès-Maguelone

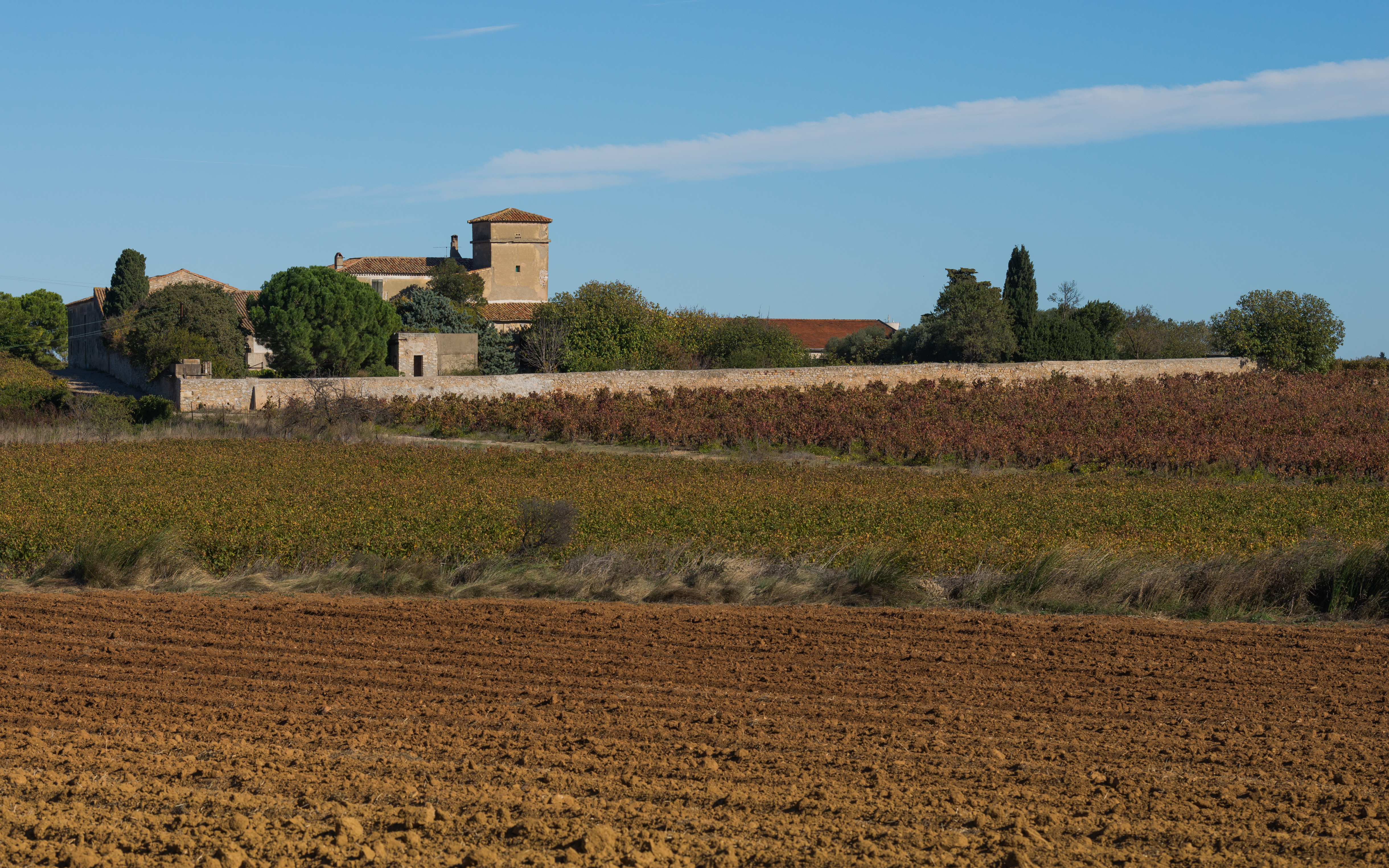

Villeneuve-lès-Maguelone este o comună în departamentul Hérault din sudul Franței. În 2009 avea o populație de 8.900 de locuitori.

## Evoluția populației
| An        | 1975  | 1982  | 1990  | 1999  | 2006  | 2009  |
| --------- | ----- | ----- | ----- | ----- | ----- | ----- |
| Populație | 2.279 | 3.003 | 5.081 | 7.351 | 8.541 | 8.900 |